# Listă de țuici românești
Aceasta este o listă în ordine alfabetică de țuici tradiționale românești. Majoritatea dintre ele au denumiri de origine protejată.

## Țuică
- Țuică de Bosanci
- Țuică de Bran
- Țuică de Buzău
- Țuică de Buzești
- Țuică de Cluj
- Țuică de Dâmbovița
- Țuică de Dragosloveni
- Țuică de Feneș
- Țuică de Focșani
- Țuică de Horezu
- Țuică de Jariștea
- Țuică de Jidvei
- Țuică de Livezi
- Țuică de Maramureș
- Țuică de Măgura
- Țuică de Murgas
- Țuică de Naruja
- Țuică de Negrești
- Țuică de Pitești
- Țuică de Pietraia
- Țuică de Tifești
- Țuică de Valea Milcovului
- Țuică de Valea Putnei
- Țuică de Valea Sării
- Țuică de Valea Vinului
- Țuică de Văleni
- Țuică de Vidra
- Țuică de Vrancea
- Principe Mihai
- Zetea de Medieșu Aurit

## Țuică bătrână
- Țuică de Buzău
- Țuică de Cluj
- Țuică de Dealul Mare
- Țuică de Focșani
- Țuică de Pitești
- Țuică de Porolissum
- Țuică de Vrancea
- Turnul lui Ștefan

## Țuică superioară
- Țuică de Argeș
- Țuică de Silvania
- Țuică de Zalău

## Țuică selecționată
- Ardelenească de Bistrița
- Horincă de Cămârzana
- Horincă de Chioar
- Horincă de Lăpuș
- Horincă de Maramureș
- Horincă de Seini
- Șliboviță de Maramureș
- Turț de Maramureș
- Turț de Oaș
- Țuică de Cluj
- Țuică Maramureșană
- Țuică de Bihor
- Țuică Mureșana